# رشته‌کوه درواز
رشته‌کوه درواز رشته‌کوهی در پامیر غربی، در ولایت خودمختار بدخشان کوهستانی تاجیکستان است. نام آن از منطقه تاریخی درواز گرفته شده‌است.